# Trần Hàm (nhà làm phim)
Trần Quang Hàm (sinh ngày 7 tháng 2 năm 1974), thường được biết đến với nghệ danh Trần Hàm hay Hàm Trần, là một nam nhà làm phim người Mỹ gốc Việt.

## Tiểu sử
Hàm Trần sinh ngày 7 tháng 2 năm 1974 tại Sài Gòn, Việt Nam Cộng hòa, trong một gia đình người Tiều. Anh di cư qua Hoa Kỳ lúc 8 tuổi tức là năm 1982. Khi lớn lên, Hàm Trần học làm đạo diễn, ngoài ra anh còn làm sản xuất phim, biên kịch phim và dựng phim. Hàm Trần là bạn thân của diễn viên hải ngoại Lâm Nguyễn, 2 người đã từng làm việc cho Trung tâm Vân Sơn với vai trò quay phim cho các phóng sự tài liệu.

## Danh sách phim

### Đạo diễn phim
- Ngày giỗ - The Anniversary
- Vượt sóng - Journey from the Fall
- Âm mưu giày gót nhọn - How to Fight in Six Inch Heels
- Đoạt hồn - Hollow
- Siêu trộm - Bitcoin Heist
- Bạn gái tôi là sếp - She's the Boss
- Thất sơn tâm linh
- Mất tích đêm 30

### Sản xuất phim
- The Prescription (phim ngắn)
- Pomegranate (phim ngắn)
- My Prologue
- Rain Season
- Oh, Saigon
- Moonlight (phim ngắn)
- Ngày giỗ - The Anniversary
- Vượt sóng - Journey from the Fall
- Cú và chim se sẻ - Owl and the Sparrow

### Biên kịch phim
- Ngày giỗ - The Anniversary
- Vượt sóng - Journey from the Fall
- Đoạt hồn - Hollow
- Bạn gái tôi là sếp - She's the Boss

### Dựng phim
- Buổi sáng đầu năm - First Morning
- The White Horse is Dead
- Vượt sóng - Journey from the Fall
- Dòng máu anh hùng - The Rebel
- Cú và chim se sẻ - Owl and the Sparrow
- 14 ngày phép - 14 Days
- Bẫy rồng - Clash
- Để Mai tính - Fool for Love
- Khát vọng Thăng Long
- Sài Gòn Yo! - Saigon Electric
- Long Ruồi
- Âm mưu giày gót nhọn - How to Fight in Six Inch Heels
- Đoạt hồn - Hollow
- Bạn gái tôi là sếp - She's the Boss